# 南达科他州参议院
南達科他参议院（英語：South Dakota Senate）是美国南達科他議會的上議院，共有35名议员，每届任期2年。参议院议长由副州長兼任，副州長不在時由臨時議長主持議事；現任議長為共和黨籍的賴瑞·羅登。

## 外部連結

南達科他州參議院選區地圖，參議院選區邊界相等於南達科他州眾議院選區，各參議院選區選出一名參議員。

- Project Vote Smart - State Senate of South DakotaArchive.today的存檔，存档日期2011-05-21
- South Dakota Senate Roster